# Parisotoma dividua
Parisotoma dividua är en urinsektsart som beskrevs av John Tenison Salmon 1944. Parisotoma dividua ingår i släktet Parisotoma och familjen Isotomidae. Inga underarter finns listade i Catalogue of Life.